# Itanagar
Itanagar (en hindi: ईटानगर ) es una ciudad de la India, capital del estado de Arunachal Pradesh.

## Geografía
Se encuentra a una altitud de 152 m s. n. m., 2185 km al oeste de la capital nacional, Nueva Delhi, en la zona horaria UTC +5:30.

## Demografía
Según estimación 2010 contaba con una población de 58 592 habitantes.